# Disso
Disso est un village du Cameroun situé dans le département du Boumba-et-Ngoko et la région de l'Est, sur la route qui relie Yokadouma à Garessingo et Batouri, à proximité de la frontière avec la République centrafricaine. Il fait partie de la commune de Gari-Gombo.

## Population
En 1964, le village compte 76 habitants (Yanghéré). Lors du recensement de 2005, on y dénombre 119 personnes.